# Anisopodus longipes
Anisopodus longipes är en skalbaggsart som beskrevs av Linsley och Chemsak 1966. Anisopodus longipes ingår i släktet Anisopodus och familjen långhorningar. Inga underarter finns listade i Catalogue of Life.